# Marci Jobson
Marci Seton Jobson (* 4. Dezember 1975 in St. Charles, Illinois als Marci Seton Miller) ist eine ehemalige US-amerikanische Fußballspielerin.

## Spielerkarriere

### Vereine
Nach dem Ende ihrer Schulzeit an der St. Charles East High School, an der sie mit der Fußballmannschaft der Mädchen in den Jahren 1992 und 1994 zwei Meisterschaften der Illinois High School Association (IHSA) gewann, begab sie sich an die University of Wisconsin–Madison. Für das Sport-Team der Bildungseinrichtung, die Badgers, kam sie in der Big Ten Conference unter dem Dachverband der NCAA in der Division I 1994 und 1995 zu Meisterschaftsspielen, in denen ihr zehn Tore gelangen. Mit ihrem Wechsel an die Southern Methodist University kam sie für die Mustangs, das Sport-Team der Bildungseinrichtung, in der Western Athletic Conference in den Spielzeiten 1995 und 1996 in Meisterschaftsspielen zum Einsatz.  
Nach ihrer Studienzeit (mit Abschluss Bachelor of Arts in Soziologie 1998) war sie für die Chicago Cobras in der USL W-League, der zweithöchsten Spielklasse im nordamerikanischen Frauenfußball, aktiv.
Anschließend spielte sie das erste Mal außerhalb der Vereinigten Staaten Fußball. In Deutschland kam sie für den Bundesligisten 1. FFC Turbine Potsdam in der Saison 1999/2000 zum Einsatz. Ihr erstes von zehn Punktspielen bestritt sie zum Saisonstart am 29. August 1999 bei der 1:3-Niederlage im Auswärtsspiel gegen den SC 07 Bad Neuenahr; ihr einziges Tor erzielte sie am 3. Oktober 1999 (5. Spieltag) beim 3:2-Sieg im Auswärtsspiel gegen den WSV Wolfsburg mit dem Treffer zum 2:0 in der 30. Minute.
Nach Einrichtung der ersten US-amerikanischen Profiliga im Frauenfußball, der WUSA spielte sie von 2001 bis 2003 für Atlanta Beat.
In der Spielzeit 2004 war sie für die Frauenfußballabteilung der Charlotte Eagles, 2005 für die Atlanta Silverbacks in der USL W-League aktiv.

### Nationalmannschaft
Jobson bestritt in einem Zeitraum von drei Jahren 17 Länderspiele für die US-amerikanische Nationalmannschaft. Sie debütierte als A-Nationalspielerin am 26. Juni 2005 in Virginia Beach beim 2:0-Sieg im Freundschaftsspiel gegen die Nationalmannschaft Kanadas. Mit ihrer Mannschaft nahm sie am Turnier um den Algarve-Cup 2006 teil. Im Finale, bei der 3:4-Niederlage im Elfmeterschießen gegen die Nationalmannschaft Deutschlands am 15. März in Faro, kam sie als Einwechselspielerin für die ebenfalls (für Carli Lloyd) eingewechselte Lindsay Tarpley ins Spiel. Im Jahr 2007 gehörte sie dem Kader für die Weltmeisterschaft an, wurde in den Turnierspielen jedoch nicht eingesetzt.

### Erfolge
- Dritter Weltmeisterschaft 2007 (ohne Turniereinsatz)
- Algarve-Cup-Finalist 2006
- Founders Cup-Finalist 2001, 2003

## Trainerkarriere
Zur Spielzeit 2005 wurde Jobson zur Cheftrainerin der Northern Illinois Huskies, dem Sport-Team der Northern Illinois University, ernannt, wo ihr Ehemann Paul als Assistenztrainer tätig war und ihr stellvertretender Cheftrainer wurde. Danach war sie von 2008 bis 2012 als Cheftrainerin der Lady Bears, dem weiblichen Sport-Team der Baylor University in Waco, tätig, begleitete die Mannschaft in 145 Spielen (78 Siege, 43 Remis, 24 Niederlagen) in der Big 12 Conference und führte sie am Ende der Spielzeit 2012 zum ersten Big-12-Meisterschaftstitel. Nachdem ihr Ehemann Paul 2013 als Cheftrainer der Bears, dem männlichen Sport-Team der Bildungseinrichtung, vorstand, assistierte sie ihn von 2013 bis 2014. Sie und ihr Ehemann Paul leiten die Jobson Soccer Academy.

## Sonstiges
Im August 2004 ehelichtete sie Paul Jobson, mit dem sie drei Söhne hat; sie selbst ist das jüngste von acht Geschwistern, deren Vornamen allesamt mit dem Buchstaben M beginnen.